# Kostel svatého Václava (Všenory)
Kostel svatého Václava je farní kostel ve Všenorech, původně románská, později barokní stavba. Areál stavby zahrnuje kostel, márnici, ohradní zeď s branou a brankou, malý hřbitov a pozemek vymezeného areálu. Původní kostel byl postaven v první polovině 14. století, přesné datum založení není známo. V roce 1732 nechal zbraslavský opat Tomáš Budecius kostel postavit v nynější podobě. Celý pozemek vymezeného areálu je od roku 1958 předmětem památkové ochrany.

## Historie

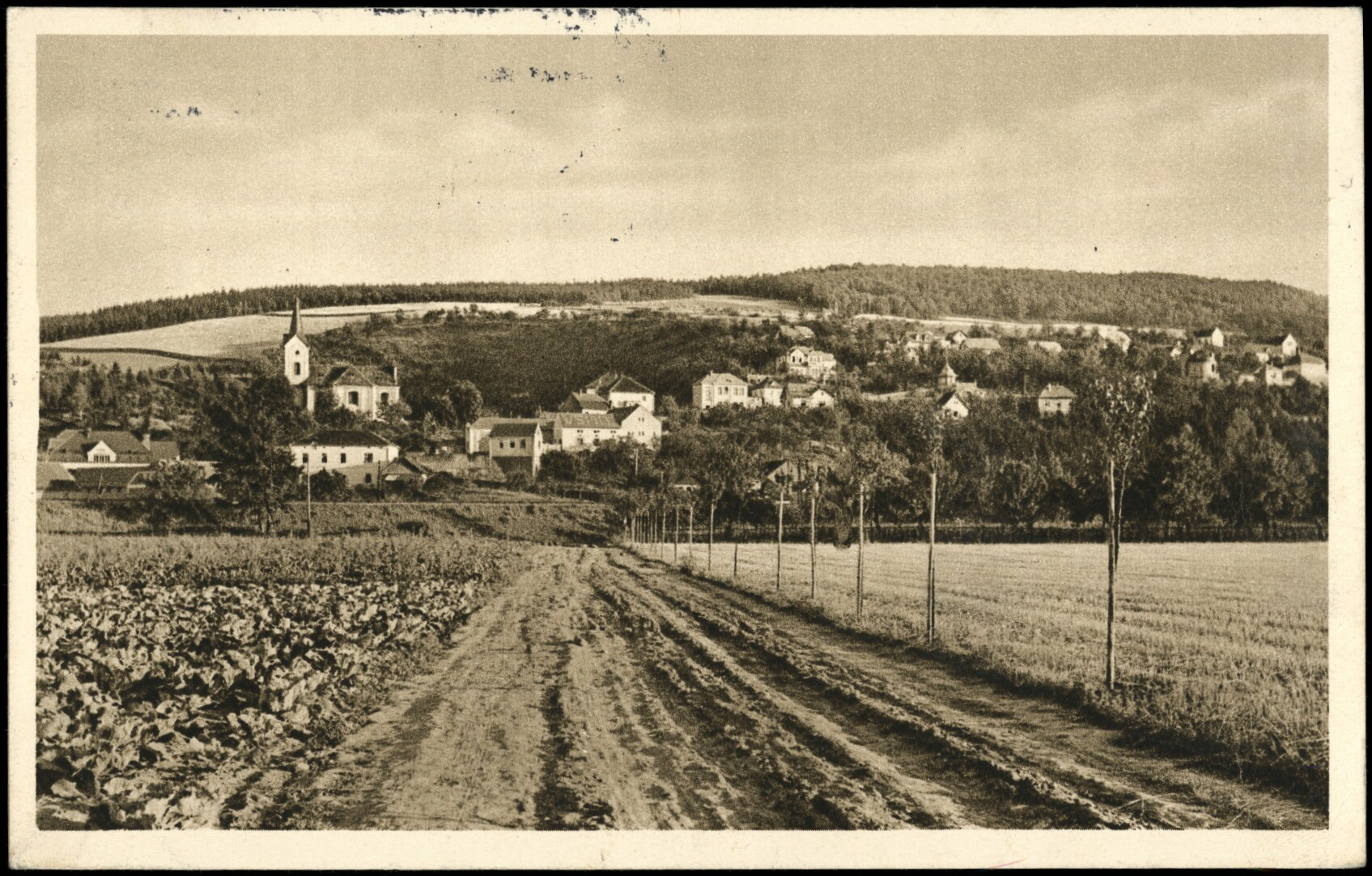
Pohlednice Horní Mokropsy (1934)

Původní románský kostel sv. Václava v Horních Mokropsech (nyní Všenory) byl postaven v první polovině 14. století na panství Svatojiřských jeptišek. Přesné datum založení není známo a o jeho historii nemáme zprávy až do konce 17. století. Nynější kostel byl postaven v roce 1732, kdy zbraslavský opat z cisterckého řádu Tomáš Budecius nechal postavit kostel v barokním slohu na půdorys kříže.
Interiér kostela v dnešní podobě vznikal postupně, především v 70. letech 20. století, kdy byly provedeny různé úpravy v duchu II. Vatikánského koncilu. V historii kostel sloužil pro potřeby obyvatel Horních i Dolních Mokropes. Roku 1850 se v makovici původní barokní věže našly plány gotického zbraslavského kostela, které tam pravděpodobně přikázal uložit stavebník barokního kostela. Zachovala se ale pouze jeho překresba od F. Lorence, která se nyní nachází v grafických sbírkách Národní galerie. Na sklonku 2. poloviny 19. století (Římskokatolická farnost uvádí, pravděpodobný rok 1879, Umělecké památky zmiňují rok 1870) došlo k úpravě věže kostela z barokního slohu na sloh novorománský. Roku 1936 proběhla oprava kostela. V roce 1892 byly postaveny varhany, které vyrobil továrník varhan Schiffner z Prahy. Celý pozemek vymezeného areálu je od roku 1958 předmětem památkové ochrany, typově se jedná o kulturní památku (rejst. č. ÚSKP 17674/2-3413 – kostel sv. Václava). Roku 1962 byl zapůjčen na hrad Křivoklát na dlouhodobou expozici maleb pozdního gotického umění Středočeského kraje hlavní rozkládací oltářní obraz, společně s obrazy sv. Kateřiny a sv. Barbory. Po skončení výstavy, která trvala 10 let, byly vráceny jen dva obrazy – sv. Kateřina a sv. Barbora (vnější strany pohyblivých křídel oltáře). Tyto obrazy zůstaly v kostele do začátku 90. let minulého století, kdy byly uloženy mimo kostel, aby nedošlo ke zcizení v době vykrádání kostelů. Poté byly odevzdány do depozitáře pražského Arcibiskupství i se zbylými třemi obrazy, které nebyly vráceny z výstavy. V roce 1976 probíhala oprava střechy a do makovice na věži byla vložena „Zpráva budoucím generacím“ P. Vendelína Šimečka.

## Popis

### Exteriér

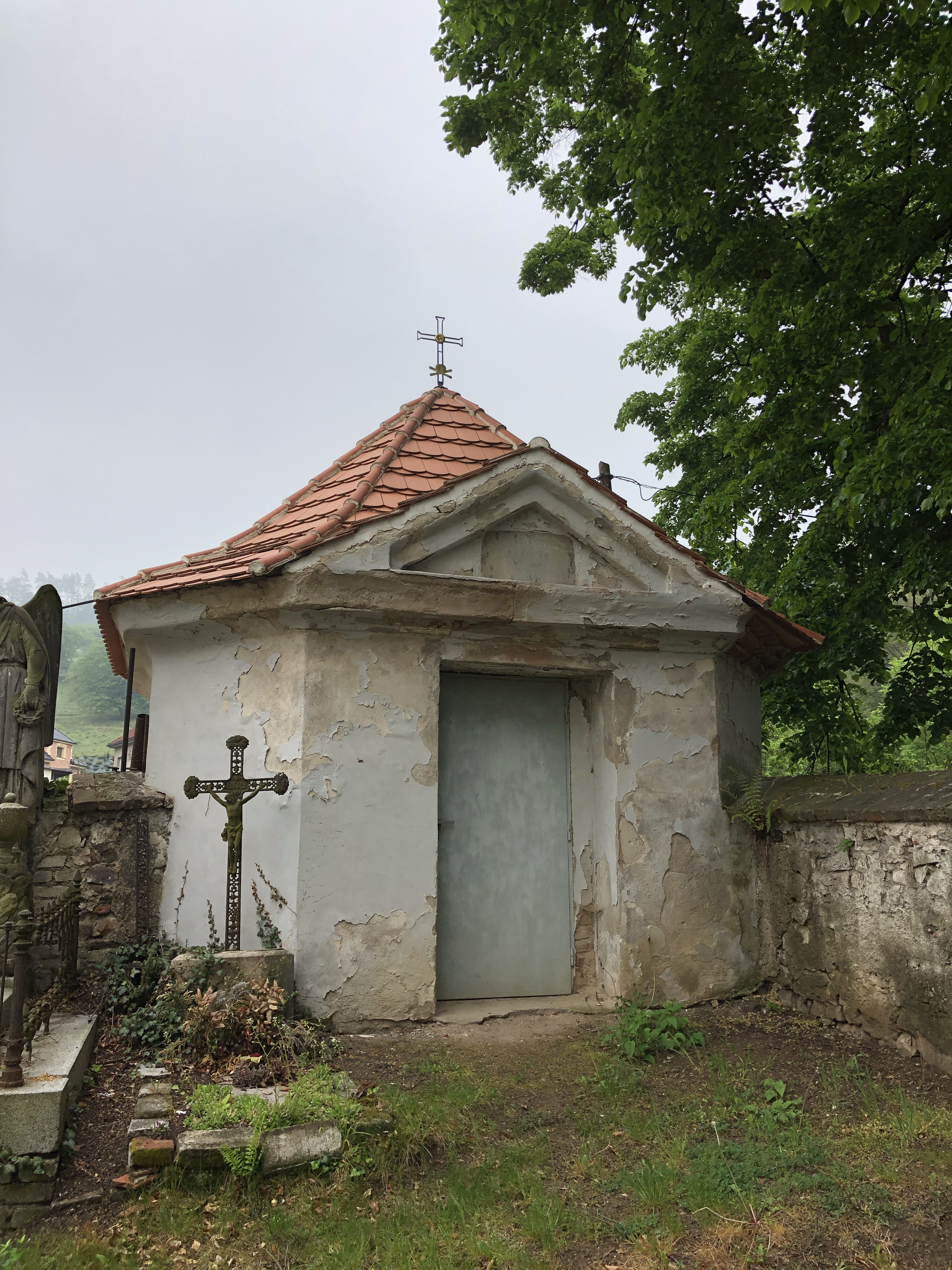
Empírová hrobka Kristenů

Ohrazený areál kostela sv. Václava se nachází na svahu v jádru obce nad stále prostorově zachovanou návsí, která bývala přirozeným centrem bývalých Horních Mokropes. Jihozápadně od kostela stojí budova márnice, severně od márnice pilířová brána ohradní zdi, na severovýchodní straně se nachází zděná branka ohradní zdi. Ohrazená oblast kostela je ukázkou hodnotného barokního areálu se starším středověkým základem a historizujícími úpravami.
Součástí areálu je i menší hřbitov z roku 1814. Za zmínku stojí empírová hrobka Kristenů z roku 1837 v pravém nároží ohradní zdi u hlavního vchodu do hřbitova. Jedná se o malou čtyřbokou stavbu s otupenými nárožími, která je krytá prejzovou střechou se železným křížkem. Jednoduchá římsa se skládá z kyma a lysis. Nad obdélnými dveřmi v průčelí se nachází tympanon s mramorovou destičkou na které je napsáno: Krypta – byvaly Wrchnosti – Wssenorske. Prostor hrobní kaple je osvětlen třemi oválnými okénky. Vlastní hrobka se nachází v suterénu stavby. Později začal prostor hrobky sloužit jako kostnice.
Vnějšek kostela je členěn jednoduchým barokním rámováním, okna jsou umístěna na všech plochách průčelí a jsou překlenutá nízkými segmenty. Nad západním průčelím se nachází čtvercový barokní štít krytý uprostřed vypnutou římsou, která nese železné kříže a dvě kamenné koule.Ve výklenku barokního štítu, se nachází kamenná socha sv. Václava z roku 1732, jemuž je kostel zasvěcen. Hlavní vchod uprostřed západního průčelí s jednoduchou kamennou zárubní je chráněn římsou, která je uprostřed vypnuta.
Věž a v ní umístěná zvonice čtvercového půdorysu je zdobena, v románské architektuře oblíbeným, vlysem obloučkového motivu, který je umístěn pod podstřešní římsou. Horní žlábkované rohy věže s výžlabkem zabraňují stékání kapek vody do průčelí. Na jižním, východním a severním průčelí věže jsou okna se segmentovými oblouky krytá dřevěnými žaluziemi. Právě segmentové oblouky byly v architektuře 18. a 19. století, kam spadá i sloh novorománský, hojně využívány. Nad těmito okny, se nachází ještě menší kruhové okenní otvory. Úzká jehlancová střecha věže dotváří slohový výraz objektu. Materiál použitý na střešní krytinu je břidlice. Vrchol střechy je zakončen makovicí a kardinálským křížem. Věž je dominantním prvkem kostela umístěným na hlavní ose ve východním rameni půdorysu kříže. Jedná se o jediný prvek stavby, spolu se segmentovými oblouky všech oken, který je inspirovaný středověkou architekturou.

### Interiér
Kostel postavený v půdorysu kříže, kdy je k téměř čtvercové lodi připojen krátký obdélníkový presbytář, v jehož ose stojí věž, má mezi rameny kříže na západní straně vpravo uloženo točité schodiště na kruchtu a vlevo zpovědní místnost. Prostor kostela je v ramenech kříže zaklenut valenými klenbami. Klenby, umístěné v poněkud delších ramenech presbytáře, a kruchty jsou v bocích odlehčeny nadokenními lunetami. Na sešikmených pilířích křížení a obloucích valených kleneb ramen se nachází česká placka. Západní rameno kříže je uprostřed překlenuto stlačeným obloukem, nesoucím kruchtu. Architektonická výzdoba je tvořena jednoduchou římsou pod výběhy kleneb a plochými pásy, které lemují klenební oblouky ramen. Zařízení kostela je převážně barokní. 
Na stěnách jsou freskové obrazy, mimo jiné od V. Weisse z roku 1850. Také hlavní loď je vymalována freskami.
Hlavní pozdně gotický křídlový oltář je dřevěný a mramorovaný z druhé čtvrtiny 18. století. Na hlavním barokním oltáři je obraz sv. Václava, který byl přemalovaný L. Böhmem v roce 1839 a V. Weissem v roce 1860. Oltář zobrazuje sv. Václava na koni, jemuž se koří sv. Radslav Zlický.
Barokně klasicistní boční oltáře jsou také dřevěné a mramorované. Retabulum se skládá ze dvou kanelových pilastrů s jednoduchými zlacenými korintskými hlavicemi, na římse stojí nástavec se dvěma pilastry nesoucími segmentový tympanon. V dolní části retabula je na evangelijním oltáři obraz Panny Marie a na epištolní obraz sv. Anna s Pannou Marií z roku 1861 od Viléma Weisse. Uprostřed nástavců jsou v oválných rámech barokní poprsí sv. Ignáce Loyoly a sv. Františka Xaverského. Na vrcholech tympanonů se vznáší ozářené monogramy v oblekových věncích, nad hlavicemi pilastrů nástavce jsou umístěny okřídlené andělské hlavy, nad pilastry dolních částí retabula jsou alegorické rokokové ženské polopostavy.

## Zajímavosti
Starý hřbitov sloužil i majitelům všenorského velkostatku, o čemž svědčí empírová hrobka Kristenů z roku 1837.  Jan František Kristen byl ruský císařský důstojník, který roku 1790 koupil všenorský velkostatek, kde plánoval vybudovat rodinné sídlo. Jeho potomci ale neměli ke zděděnému zboží žádný vztah a tak jej roku 1837 opět prodávají.
Výňatek ze zprávy „Zpráva budoucím generacím“ P. Vendelína Šimečka vložené do makovice pod křížem na věži kostela při opravě střechy věže v roce 1976:
„Když byla snesena z věže kostela plechová báň = makovice, pod křížem, byly z ní vyňaty uschované dokumenty z r. 1911, kdy zřejmě byla prováděna poslední oprava věže našeho kostela. Byly tam nalezeny noviny z r. 1911 (Národní listy, farní věstník Sv. Vojtěch) a ručně psaná zpráva tehdejšího duchovního správce dr. Truxy a plánek zbraslavského kostela, jehož základy byly právě nyní v přítomné době odkryty ve zbraslavském parku. Bohužel vše bylo velmi poškozené vlhkem, které pronikalo prorezivělým plechem a otvory od rzi vnikly do báně vosy, které si přímo v papírových dokumentech udělaly plášťové hnízdo. Tyto dokumenty byly částečně vysušeny a odevzdány do Muzea v Roztokách.“

## Fotografie

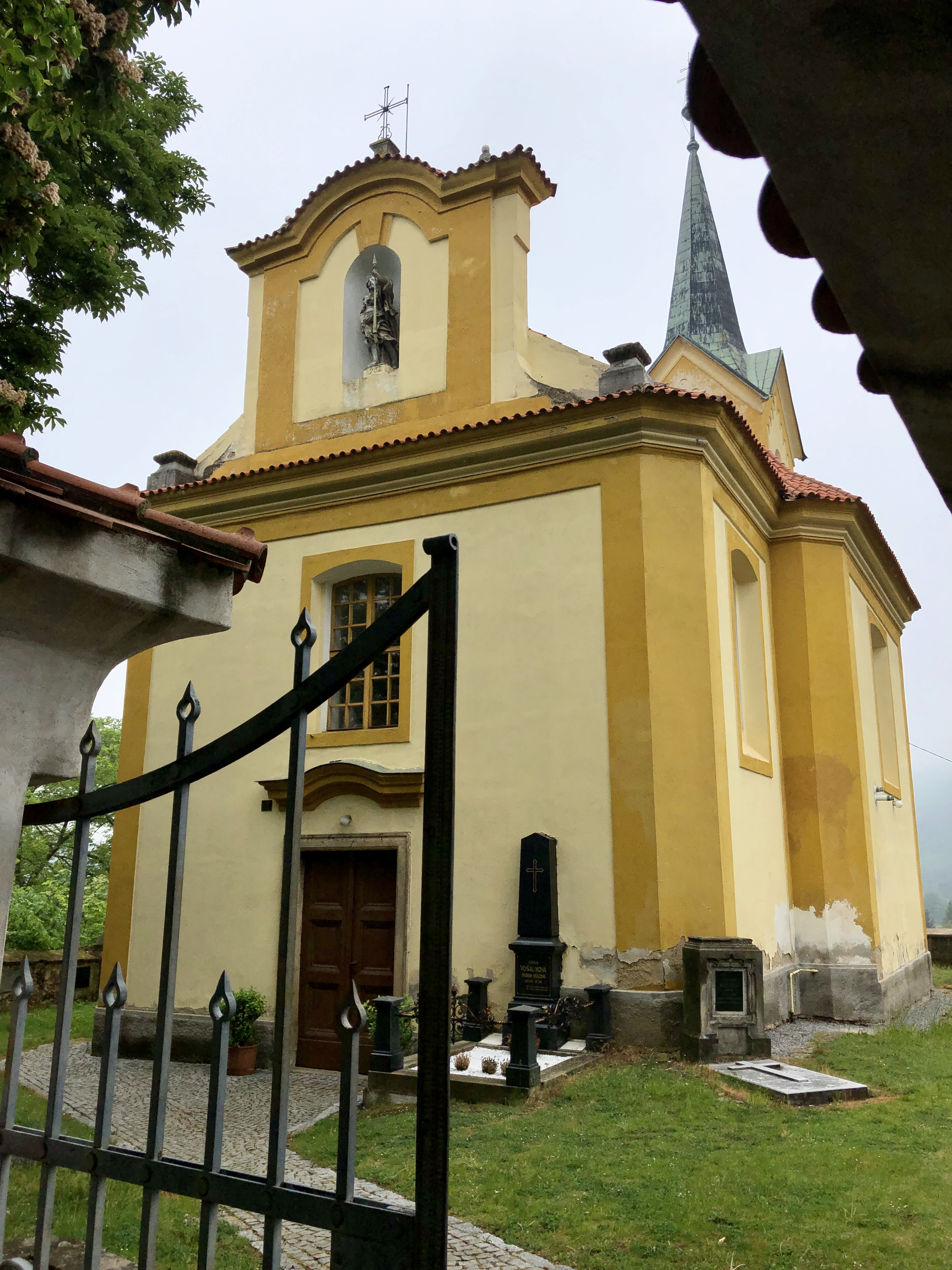
Pohled na kostel od vstupní brány
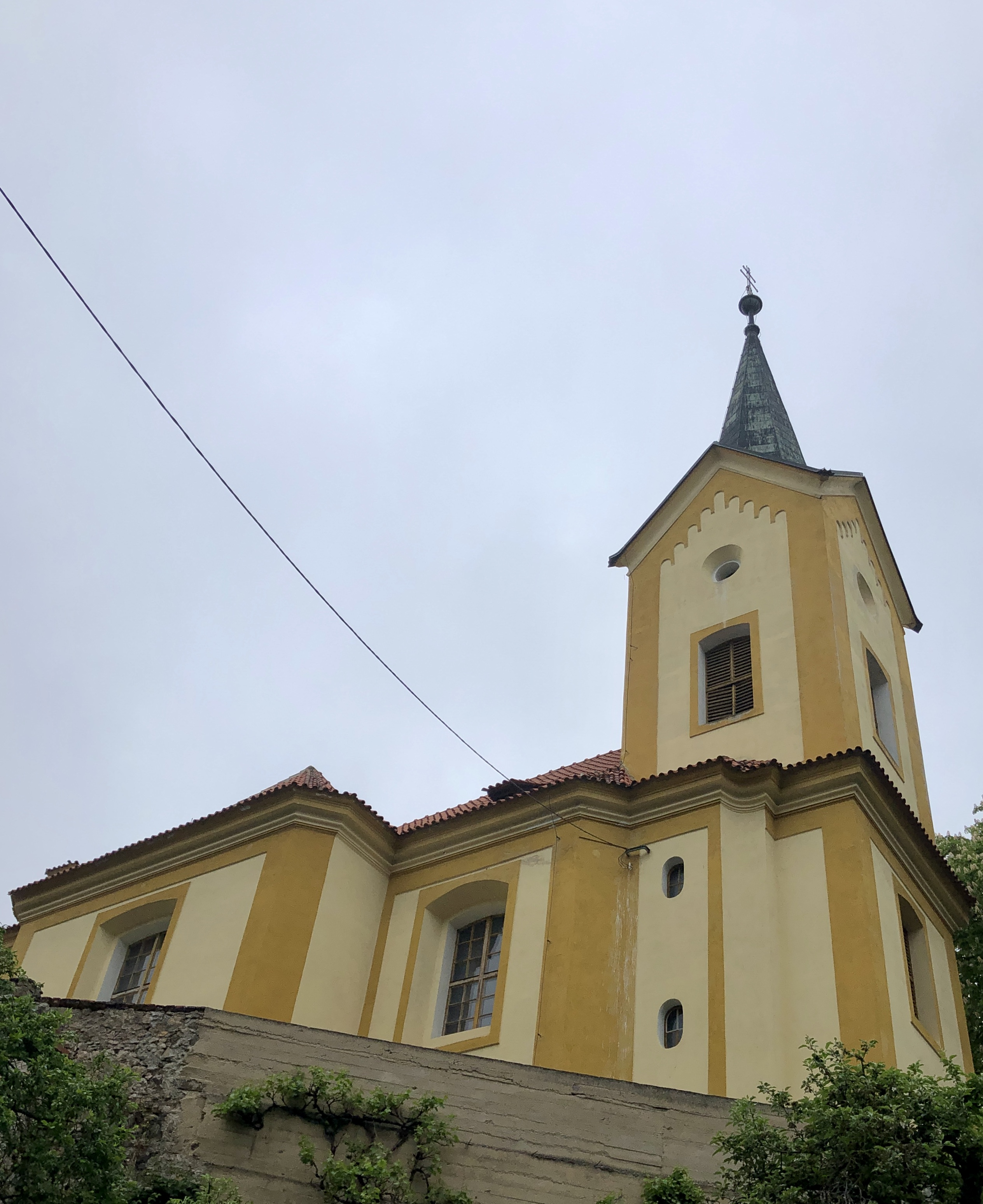
Pohled na jižní fasádu kostela z ulice Za Kostelem
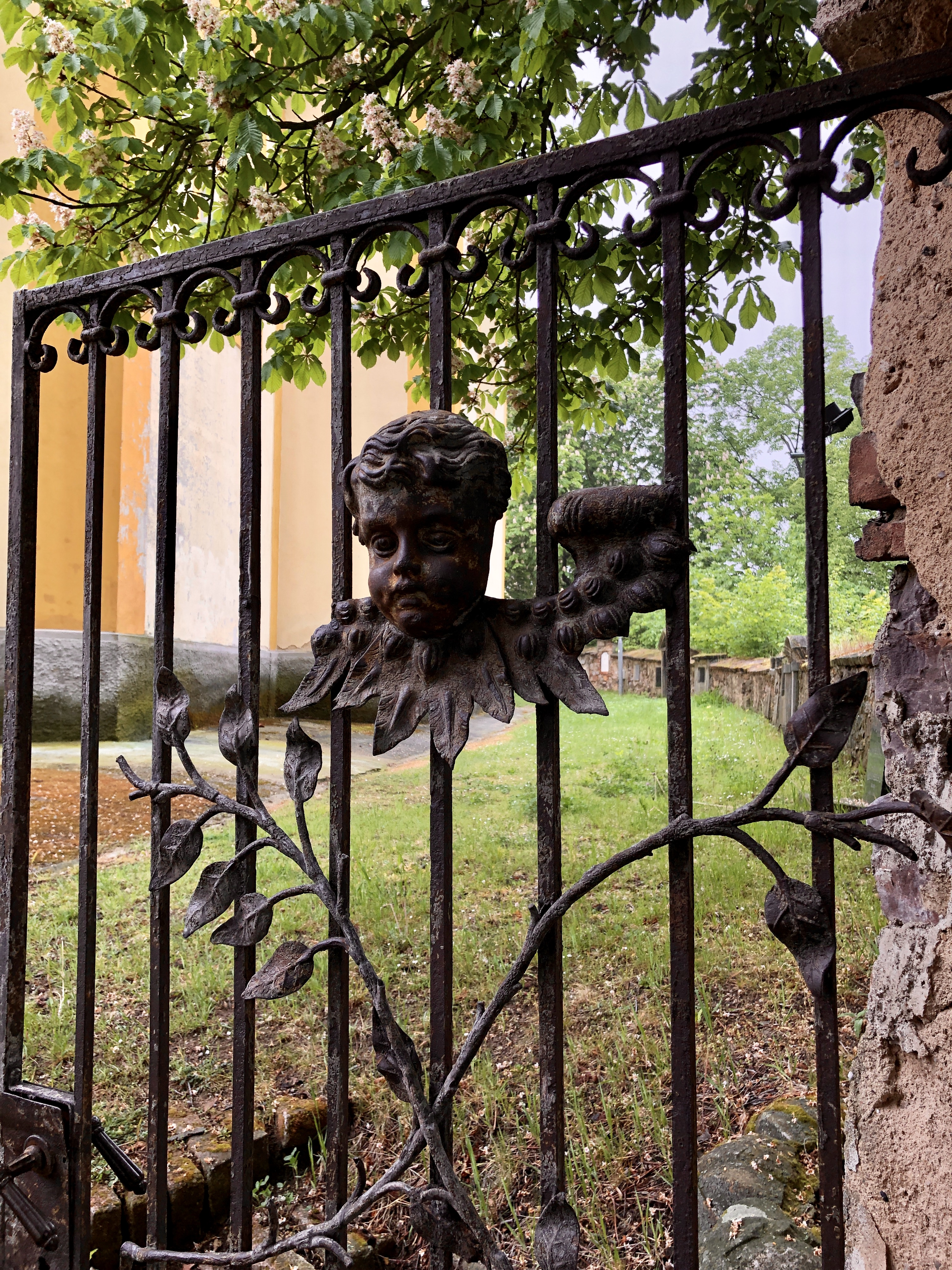
Branka s andělíčkem u kostela sv. Václava
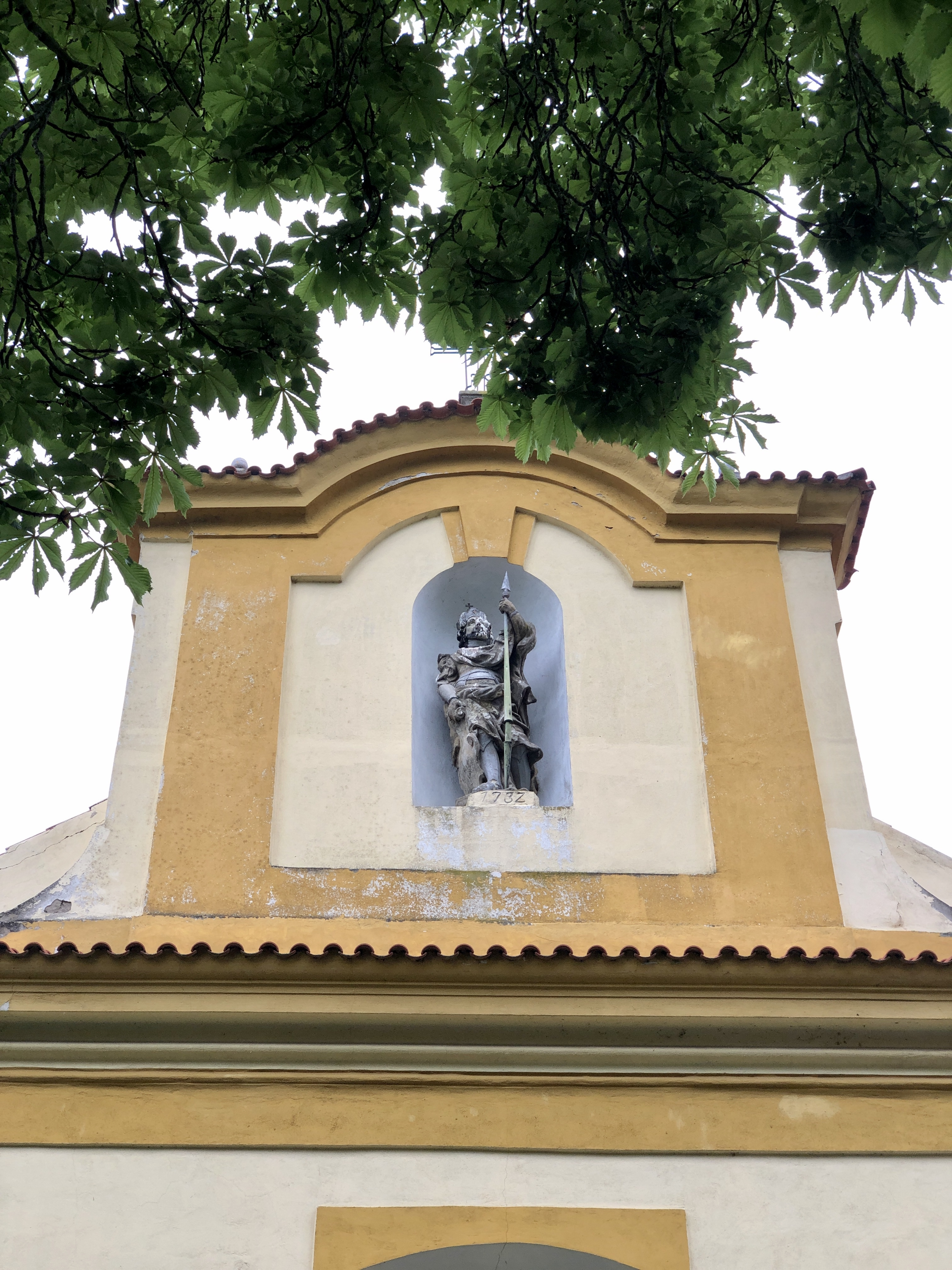
Kamenná socha sv. Václava v průčelí kostela z roku 1732
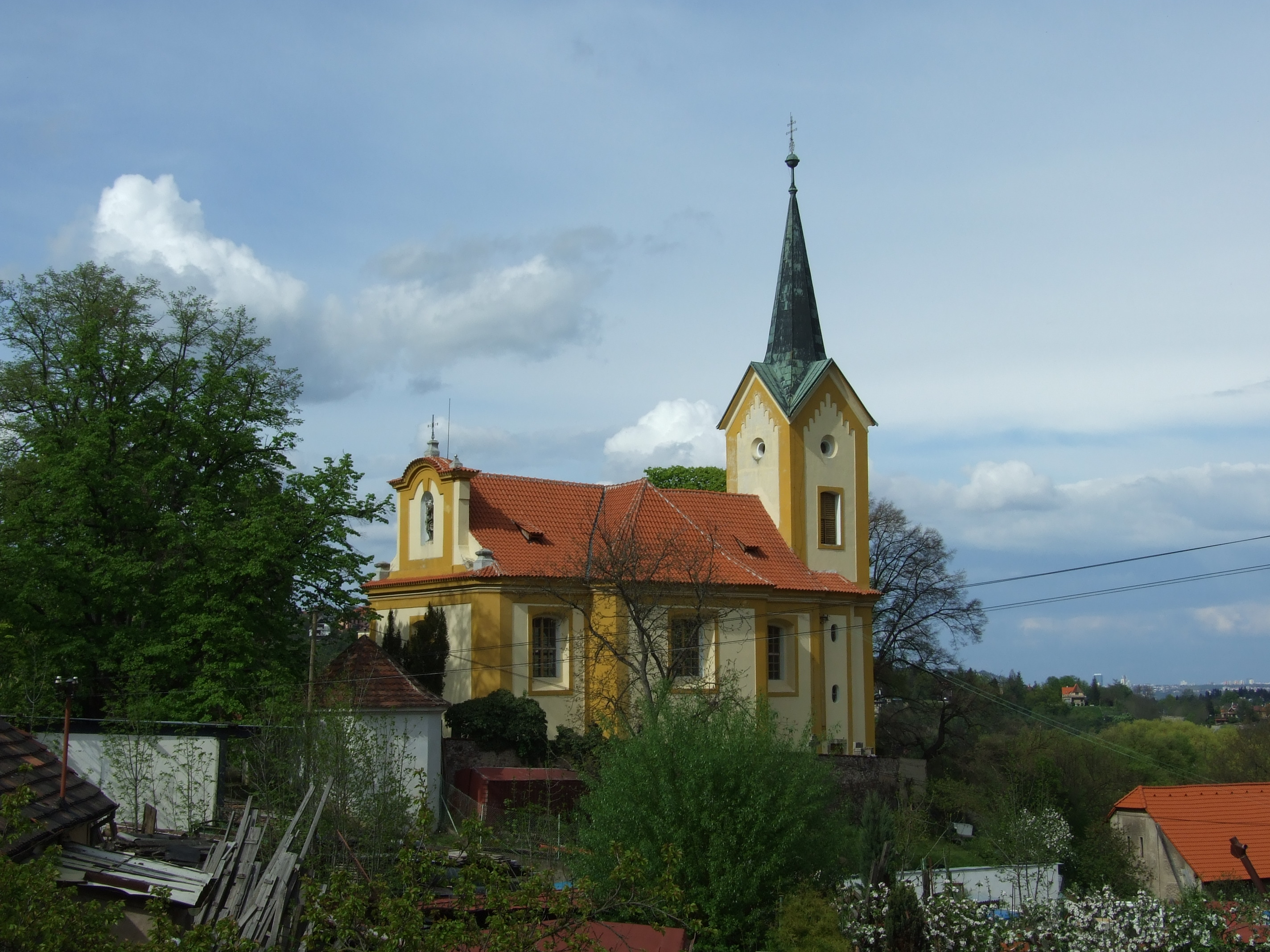
Pohled na kostel sv. Václava z dálky
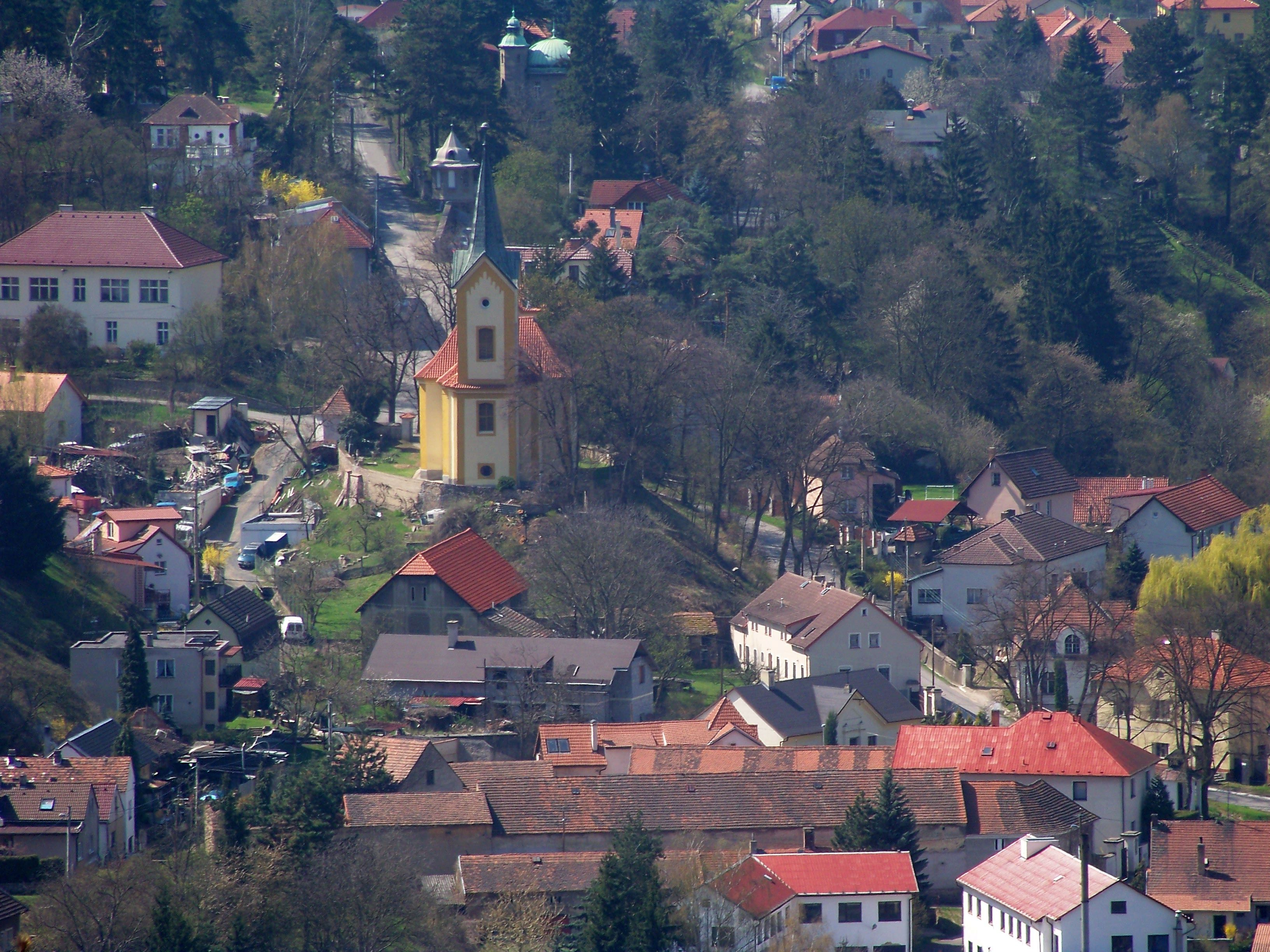
Pohled na kostel sv. Václava z Hladké skály